# Lac Baude
Lac Baude är en sjö i Kanada.   Den ligger i regionen Mauricie och provinsen Québec, i den sydöstra delen av landet, 260 km nordost om huvudstaden Ottawa. Lac Baude ligger 385 meter över havet. Arean är 3,6 kvadratkilometer. Den sträcker sig 3,3 kilometer i nord-sydlig riktning, och 2,3 kilometer i öst-västlig riktning.
I omgivningarna runt Lac Baude växer i huvudsak blandskog. Trakten runt Lac Baude är nära nog obefolkad, med mindre än två invånare per kvadratkilometer.